# Avril 1940 (guerre mondiale)
Chronologie de la Seconde Guerre mondiale
Mars 1940 - Avril 1940 -  Mai 1940
- La UFA montre les manœuvres combinées de la Wehrmacht sur les fortifications de la ligne Siegfried[1].

- 3 avril : 
  - Les premiers officiers polonais sont exécutés à Katyń par le NKVD.

- 5 avril : 
  - Le NKVD commence à exécuter les prisonniers polonais des camps de Starobielsk, Kozielsk et Ostaszków.

- 7 avril : 
  - L'aviation britannique mouille des mines dans les eaux norvégiennes, en particulier devant Narvik.

- 8 avril : 
  - Le sous-marin polonais Orzeł coule le navire allemand Rio de Janeiro qui transportait des troupes allemandes vers la Norvège.
  - La marine de guerre allemande trompe la vigilance de la Royal Navy et parvient à débarquer 10 000 hommes en Norvège.

- 9 avril : 
  - Invasion du Danemark par les troupes allemandes et reddition du Danemark.
  - Les principales villes norvégiennes sont sous le contrôle des Allemands.
  - Les Alliés s'engagent à venir au secours de la Norvège.

- 10 avril :
  - Destruction d'une partie de la flotte allemande lors d'une attaque navale franco-britannique sur Narvik (Norvège) occupée par les troupes allemandes.

- 12 avril :
  - Paul Reynaud propose de relever le général Gamelin de son commandement. Édouard Daladier s'y oppose fermement.

- 13 avril : 
  - Le président américain Roosevelt condamne l'invasion allemande du Danemark et de la Norvège.
  - La Suède confirme sa neutralité.

- 14 avril :
  - Débarquement du corps expéditionnaire franco-britannique à Namsos (Norvège).

- 28 avril :
  - Débarquement d'un corps expéditionnaire français à Narvik (Norvège).